# Julius Hart
Julius Hart, född 9 april 1859, död 7 juli 1930, var en tysk författare. Han var bror till Heinrich Hart.
Hart deltog i den äldre broderns kamp för en ny konst genom litteratur- och teaterkritik, samt översättningar och originalpoesi. Till denna strid hörde även arbetet Friedrich Spielhagen und der deutsche Roman der Gegenwart från 1884. Bland hans arbeten märks en rad dramer samt Geschichte der Weltlitteratur des Theaters (2 band, 1894-97).